# Öster om Shanghai
Öster om Shanghai är en brittisk film från 1931 regisserad av Alfred Hitchcock baserad på Dale Collins bok Rich and Strange.

## Handling
Fred och Emily lever ett tråkigt liv i London. De får ett stort arv och kan förverkliga sina drömmar. De ger sig iväg på en kryssning och beter sig som rika personer, men det blir början till slutet, rikedomen får dem att glömma kärleken och familjen.

## Om filmen
Filmen är inspelad i Marseille och Port Said samt i Elstree Studios i Borehamwood. Den hade världspremiär i Storbritannien den 10 december 1931 och svensk premiär på TV 2 den 20 augusti 1991.

## Rollista (komplett)
- Henry Kendall - Fred Field
- Joan Barry - Emily Field
- Percy Marmont - kommendörkapten Gordon
- Betty Amann - "prinsessan", tysk äventyrerska
- Elsie Randolph - Miss Imery

### Ej krediterade
- Hannah Jones - Mrs. Porter, Freds och Emilys hushållerska
- Aubrey Dexter - översten
- Jennifer Dante
- Roddy Hughes
- Lesley Wareing
- Paul Wentelow

## Musik i filmen
- For He's a Jolly Good Fellow
- Auld Lang Syne